# Ирена Понарошку
Ире́на Понаро́шку (настоящее имя — Ири́на Влади́мировна Годизова, урождённая Филиппова; род. 14 октября 1982, Москва) — российская телеведущая, журналист, блогер, бывший виджей телеканала «MTV Россия», ведущая рубрики в шоу «Вечерний Ургант», колумнист журнала Vogue.

## Биография
Родилась 14 октября 1982 года в семье Владимира Филиппова, в дальнейшем министра образования РФ, и Наталии Филипповой, учителя средней школы.
Окончила экономический факультет РУДН с красным дипломом маркетолога и переводчика английского и французского языков.

## Карьера на телевидении
В 1999 году Ирена пришла на кастинг программы «12 злобных зрителей» музыкального телеканала MTV Россия. Один из продюсеров канала предложил ей должность ассистента. Позже работала в должности кастинг-редактора, редактора программ. Прошла стажировку в США в студии MTV на Таймс Сквер.
В 2002 году стала ведущей программы «Тотальное шоу» на канале «MTV Россия». Затем работала ведущей телепередач «Сводный чарт», «Ночной флирт», «Русская 10-ка», «Клиника Понарошку», «13 кинолаж», «Понарошку Crazy News». В апреле 2013 года покинула телеканал «MTV Россия», который месяц спустя прекратил своё вещание.
Работала в телепрограмме «Утро на ТНТ» и «Звезда On-line» (телеканал «Звезда»). Была ведущей программ «Большой город» и «Инфомания» на СТС, вела программы на телеканале «Europa Plus TV» и «Мама», а также «О здоровье: Понарошку и всерьез» на телеканале «ТВ-3».
В 2015 году Ирена Понарошку подписала контракт с каналом для родителей «Мама», на котором вместе с Александром Пряниковым вела основной блок телепередачи.
С октября 2017 по декабрь 2021 года — ведущая рубрики «Телеканал СПА» о здоровом образе жизни в шоу «Вечерний Ургант».
С сентября по декабрь 2020 года — ведущая программы «Лучший пёс» на телеканале «ТВ-3».
В 2020 году на собственные средства сняла журналистское расследование на тему экологии и переработки мусора в России: «Сортируй меня полностью!». Фильм был представлен в соцсетях, позже права выкупил телеканал СТС Kids.
В 2020 году выступила организатором конференции «Саммит большой коробки» по проблеме чрезмерной упаковки товаров, продаваемых через Интернет, в котором приняли участие представители Ozon, iHerb, Почта России, Ikea, Детский мир, Л’Этуаль, Яндекс. Лавка, LaModa, Комус, Азбука вкуса, Самокат, Кухня на районе и др. 
Совместно с партнёрами запустила приложение для медитации «PROSTO MEDITATION», создала курсы медитаций с голосами Никиты Ефремова, Максима Матвеева, Юрия Борисова, Равшаны Курковой, Сергея Чонишвили и др.
В 2021 году стала ведущей и соорганизатором онлайн-конференции «PROSTO» по теме ментального здоровья, хедлайнерами которой стали Татьяна Черниговская и Людмила Петрановская.
В 2021 году вместе с «Краснополянской косметикой» создала линию натуральных дезодорантов «Тот самый дезодорант by Irena Ponaroshku». 
В 2023 году была запущена линия косметики «OPU by Irena» с живым экстрактом кактуса опунция.

## Журналистская карьера
С 2006 по 2017 год Ирена писала сатирическую светскую колонку в еженедельном журнале ОК!.
С 2008 по 2014 год вела авторскую рубрику «Ж-files» в мужском журнале Maxim.
С 2018 по 2021 год была колумнистом журнала Vogue.

## Карьера блогера
С января 2012 года ведёт аккаунт в Instagram, на который на данный момент подписано 2,3 млн подписчиков. 
С 2014 года ведёт еженедельную благотворительную рубрику в блоге «Добрая суббота», где совместно с фондом «Клуб добряков» помогает тяжелобольным детям и взрослым.
С 2017 года Понарошку является официальным попечителем фонда «Клуб добряков».
В марте 2022 года создала канал в Telegram, который на данный момент насчитывает более 225 000 подписчиков. 
В 2019 году Ирена вошла в список топ-15 блогеров по уровню дохода в сети Инстаграм. Она заняла 13-ю строчку с доходом в 0,42 млн долларов США. 
В 2020 году Ирена Понарошку вошла в Топ-10 рейтинга доверия «Ромир» (Romir Trust Rating), среди интернет-инфлюэнсеров.
В 2022 году вошла в ТОП-10 медийных личностей по объему рекламных контрактов — по данным OMD Media Intelligence Ирена Понарошку снималась в рекламе бренда Haier, заняв седьмое место в рейтинге.
Ирена поднимает в своих блогах темы ментального здоровья, духовного развития, осознанного родительства, экологии, здорового образа жизни. Продвигает органическую и натуральную косметику, экологичные продукты питания.

## Награды
В ноябре 2009 года стала победительницей конкурса «100 самых сексуальных женщин страны» по результатам голосования читателей российского издания журнала Maxim.
В июле 2021 года получила премию «Молодая мама».
В ноябре 2023 года стала лауреатом премии OK! Awards «Больше чем звёзды» в категории «Новые формы».

## Личная жизнь
Первый муж — российский диджей DJ List (Александр Лист).  В сентябре 2023 года тайно вышла замуж за бизнесмена Руслана Годизова. 
Воспитывает двоих детей — Серафима (род. 31 марта 2011) и Теодора (род. 24 октября 2018).